# Andorno Micca
Andorno Micca là một đô thị ở tỉnh Biella vùng Piedmont của nước Ý, có vị trí cách khoảng 70 km về phía đông bắc của of Torino và khoảng 4 km về phía tây bắc của of Biella. Tại thời điểm ngày 31 tháng 12 năm 2004, đô thị này có dân số 3.595 và diện tích là 12,1 km².
Đô thị Andorno Micca có các frazioni (đơn vị cấp dưới, chủ yếu là làng) Cerruti, Colma, Locato Sup., Locato Inf., Lorazzo Sup., Lorazzo Inf., Ravizza, và San Giuseppe di Casto.
Andorno Micca giáp các đô thị: Biella, Callabiana, Campiglia Cervo, Fontainemore, Gaby, Miagliano, Pettinengo, Piedicavallo, Rassa, Rosazza, Sagliano Micca, San Paolo Cervo, Selve Marcone, Tavigliano, Tollegno.